# Xinrong (socken i Kina)
Xinrong (kinesiska: 新荣乡, 新荣) är en socken i Kina. Den ligger i provinsen Sichuan, i den sydvästra delen av landet, omkring 610 kilometer nordväst om provinshuvudstaden Chengdu. Antalet invånare är 3 252. Befolkningen består av 1 600 kvinnor och 1 652 män. Barn under 15 år utgör 31 %, vuxna 15-64 år 61 %, och äldre över 65 år 6,0 %.
Genomsnittlig årsnederbörd är 689 millimeter. Den regnigaste månaden är juli, med i genomsnitt 158 mm nederbörd, och den torraste är december, med 4 mm nederbörd.